# Nadelhorn
De Nadelhorn is een markante top in de Mischabelgroep van de Walliser Alpen. De berg is 4327 meter hoog en ligt in Wallis in Zwitserland tussen het Mattertal en het Saastal. Andere bekende toppen in de Mischabelgroep zijn de Dürrenhorn (4035 m), Hohberghorn (4219 m), Stecknadelhorn (4241 m), Lenzspitze (4294 m), Dom (4545 m) en Täschhorn (4491 m). De Nadelhorn werd voor het eerst in september 1858 door Joseph Zimmermann, Alois Supersaxo, Baptist Epinay en Franz Andenmatten beklommen via de noordoost graat.
De top is tamelijk markant en te bereiken via drie graten. De meest gebruikelijke route (PD) loopt vanuit de Mischabelhut in het Saastal naar het Windjoch (3850 m), tussen de Nadelhorn en de Ulrichshorn (3925 m). Vervolgens wordt de geëxponeerde noordoost graat beklommen naar de top. Andere tochten mogelijk zijn bijvoorbeeld de overschrijding van de Nadelgrat (Dürrenhorn, Hohberghorn, Stecknadelhorn en Nadelhorn)